# Résolution 1030 du Conseil de sécurité des Nations unies
Membres permanents
- Chine
- États-Unis
- France
- Royaume-Uni
- Russie

Membres non permanents
- Allemagne
- Argentine
- Botswana
- Honduras
- Indonésie
- Italie
- Nigéria
- Oman
- République tchèque
- Rwanda

Résolution no 1029 Résolution no 1031
La résolution 1030 du Conseil de sécurité des Nations Unies, adoptée à l'unanimité le 14 décembre 1995, après avoir rappelé les résolutions précédentes 968 (1994) et 999 (1995) sur la situation au Tadjikistan, a prorogé le mandat de la Mission d'observation des Nations Unies au Tadjikistan (MONUT) jusqu'au 15 juin 1996 et a abordé le processus de réconciliation nationale dans le pays. 
Dans la capitale tadjik, Douchanbé, des pourparlers ont commencé entre le gouvernement et l'opposition, ce qui a été salué par le Conseil de sécurité. Ce dernier rappelle que c'est sur les parties que repose la responsabilité première de régler elles-mêmes leurs différends, et que le soutien international dépend de ces efforts. Les deux parties se sont engagées à poursuivre une réconciliation pacifique au moyen de concessions et de compromis. Le Conseil a également attiré l'attention sur le caractère inacceptable des hostilités à la frontière avec l'Afghanistan.
Le mandat de la MONUT a été prolongé jusqu'au 15 juin 1996 à condition que l'accord de Téhéran et le cessez-le-feu restent en vigueur et que les parties s'engagent en faveur de la réconciliation nationale et de la promotion de la démocratie. Le Secrétaire général Boutros Boutros-Ghali a été prié de rendre compte de la situation tous les trois mois.
Des préoccupations ont été exprimées face à la lenteur des progrès dans les pourparlers de paix et il a été souligné la nécessité de mettre en œuvre immédiatement des mesures de confiance. Un dialogue direct entre le président Emomalii Rahmon et le leader du Mouvement de renaissance islamique a été encouragé. Les parties, la MONUT, les forces de maintien de la paix de la Communauté des États indépendants, les troupes frontalières et la mission de l'Organisation pour la sécurité et la coopération en Europe ont également été invitées à travailler plus étroitement.

## Voir également
- Guerre civile du Tadjikistan
- Histoire du Tadjikistan